# Hybridoneura abnormis
Hybridoneura abnormis là một loài bướm đêm trong họ Geometridae.